# Божко Ікономов
 Божко Ікономов  (болг. Божко Икономов; 12 серпня 1865, Градец — 12 травня 1921) — болгарський військовий діяч. Генерал-майор у часи Болгарського Царства.

## Біографія
Народився 12 серпня 1865 в селі Градец. 
22 вересня 1885 вступив на військову службу. Брав участь у Сербсько-болгарській війні (1885) в рядах студентського легіону. 
1886 вступив до Військового училища Його Княжої Високості, а вже 27 квітня 1887 отримав звання лейтенанта і направлений у 3-й артилерійський полк. 1892 направлений в Артилерійську інженерну адемію в Брюсселі, але вступив до Академії Генерального штабу в тому ж місті, а через рік переведений до Академії Генерального штабу в Турині (Італія), яку закінчив 1897 у званні капітана.
1 січня 1901 отримав звання майора, 1 січня 1905 — підполковника. Служив начальником штабу 4-ї піхотної дивізії і 18 травня 1909 підвищений до полковника.
Брав участь у Першій Балканській (1912—1913) і Другій Балканській війні (1913) в якості начальника штабу 4-ї піхотної дивізії. Під час Першої світової війни (1915—1918), 20 травня 1917 був призначений генерал-майором. У 1918 звільнений з посади.
Помер 12 травня 1921.

## Сім'я
Був одружений і мав трьох дітей.

## Звання
- Лейтенант (18 червня 1890)
- Капітан (2 серпня 1894)
- Майор (1 січня 1901)
- Полковник (1 січня 1905)
- Підполковник (18 травня 1909)
- Генерал-майор (20 травня 1917)